# Enderleinia
Enderleinia is een geslacht van halfvleugeligen uit de familie Machaerotidae. De wetenschappelijke naam van dit geslacht is voor het eerst geldig gepubliceerd in 1907 door Schmidt.

## Soorten
Het geslacht Enderleinia omvat de volgende soorten:
- Enderleinia bispina Schmidt, 1907
- Enderleinia fumipennis Schmidt, 1924